# Mister Big (boek)
Mister Big. Over een moord, onorthodoxe politiemethodes en een bekentenis is een boek van de Vlaamse journalist Douglas De Coninck over een moordzaak in Nederland. Het is uitgegeven in 2021 bij Kritak.
In de nacht van 18 op 19 december 2010 werd Heidy Goedhart in Kaatsheuvel vermoord toen ze thuiskwam van een feestje. Was het een betrapte inbreker, een vergissing van het drugmilieu, of was het haar partner? Deze laatste, Wim S., afkomstig van West-Vlaanderen en werkend in Brussel bij de telefoonmaatschappij Belgacom, zag zich in 2014 in Breda veroordeeld tot 20 jaar cel, op grond van een bekentenis die op een merkwaardige manier tot stand kwam. Deels dankzij de voor dit boek gedane research kwam Wim S. begin 2021 vrij. 
Bij het onderzoek liet men veel sporen verloren gaan, letterlijk zelfs, want het sneeuwde die avond. Een paar maanden na de feiten werd S. voor enkele maanden in voorhechtenis genomen en indringend ondervraagd maar hij bleef zijn onschuld uitschreeuwen. Hij verloor wel zijn vrienden in Kaatsheuvel en de steun van zijn schoonfamilie. Drie jaar later zette de politie een merkwaardige undercoveroperatie op. Wim S., die al veel problemen had, ook financiële, werd benaderd door mensen die rijkdom uitstraalden en die zijn vrienden werden. Vrij snel blijkt dat die rijkdom niet helemaal koosjer is maar het is voor S. wel aanlokkelijk. Uiteindelijk mag hij deel uitmaken van de 'club' als hij tegenover de chef van de organisatie eerlijk toegeeft zijn vrouw vermoord te hebben. Het spel wordt subtiel gespeeld en S. gaat overstag. 
Deze politiemethode, Mister Big genaamd naar de chef die de bekentenis uitlokt, kreeg wereldwijde bekendheid door de documentaireserie The Confession Tapes op Netflix. Daarin worden ook waargebeurde moordzaken onderzocht waarbij veroordeelden beweren dat hun bekentenis afgedwongen, onvrijwillig of vals is. In Canada, waar de Mister Big-methode ooit bedacht is, is men er inmiddels heel kritisch op. De kans op een valse bekentenis wordt groter als je iemand inpalmt en een goedbetaalde klus in het vooruitzicht stelt. 
Naast de tot in detail beschreven ondervragingen en de hele verleidingsoperatie levert het boek ook nog inzichten in de samenwerking tussen het Nederlandse Openbaar Ministerie (Midden- en West-Brabant) en de Belgische justitie bij het afluisteren van telefoons in België. Telefoontap is in Nederland heel wat makkelijker dan in in België. Het is niet uitgesloten dat het afluisteren van S. in België vooral tot doel had zijn ontslag uit te lokken, waardoor hij nog meer vatbaar zou zijn voor lucratieve voorstellen. S. had een weliswaar tijdelijk contract bij een maatschappij die moest meewerken aan de tapmaatregel en plots werd dat contract niet verlengd. 
De auteur is van mening dat in België een zaak met een dergelijk zwakke en geforceerde bewijsvoering nooit zou leiden tot een veroordeling door de volksjury in een assisenhof. Het openbaar ministerie zou dat niet eens proberen. Onschuldig veroordeeld worden is niet zo uitzonderlijk. In de Verenigde Staten zijn er sinds de eerste forensische DNA-test in 1989 367 veroordeelden uit de gevangenis bevrijd, onder wie 21 uit een dodencel.   
De Hoge Raad der Nederlanden beoordeelde op 17 december 2019 ook de door Mister Big bekomen bekentenis als ontoelaatbaar. De strafzaak moet overgedaan worden, nu zonder deze bekentenis als bewijs. Op 8 januari 2021, net vóór het ter perse gaan van het boek, beval de rechtbank in Den Haag de vrijlating van S., in afwachting van het proces. 

## Vervolg
Op 16 februari 2022 sprak de rechter in hoger beroep Wim S. vrij van deze moord. In haar uitspraak was de rechter scherp voor de Mister Big-methode die tot een afgekochte bekentenis leidde.